# Coudehard
Coudehard és un municipi francès situat al departament de l'Orne i a la regió de Normandia. L'any 2007 tenia 84 habitants.

## Demografia

### Població
El 2007 la població de fet de Coudehard era de 84 persones. Hi havia 28 famílies de les quals 8 eren unipersonals (8 dones vivint soles i 8 dones vivint soles), 4 parelles sense fills, 12 parelles amb fills i 4 famílies monoparentals amb fills.
La població ha evolucionat segons el següent gràfic:
Habitants censats

### Habitatges
El 2007 hi havia 63 habitatges, 33 eren l'habitatge principal de la família, 27 eren segones residències i 3 estaven desocupats. Tots els 63 habitatges eren cases. Dels 33 habitatges principals, 27 estaven ocupats pels seus propietaris, 4 estaven llogats i ocupats pels llogaters i 2 estaven cedits a títol gratuït; 1 tenia dues cambres, 1 en tenia tres, 6 en tenien quatre i 25 en tenien cinc o més. 17 habitatges disposaven pel capbaix d'una plaça de pàrquing. A 17 habitatges hi havia un automòbil i a 11 n'hi havia dos o més.

### Piràmide de població
La piràmide de població per edats i sexe el 2009 era:
| Homes | Edats   | Dones |
| ----- | ------- | ----- |
| 0     | 95 o +  | 0     |
| 0     | 90 a 94 | 0     |
| 0     | 85 a 89 | 0     |
| 0     | 80 a 84 | 0     |
| 0     | 75 a 79 | 0     |
| 0     | 70 a 74 | 0     |
| 4     | 65 a 69 | 0     |
| 0     | 60 a 64 | 16    |
| 4     | 55 a 59 | 0     |
| 4     | 50 a 54 | 12    |
| 8     | 45 a 49 | 0     |
| 0     | 40 a 44 | 4     |
| 0     | 35 a 39 | 0     |
| 4     | 30 a 34 | 0     |
| 4     | 25 a 29 | 0     |
| 4     | 20 a 24 | 0     |
| 0     | 15 a 19 | 0     |
| 0     | 10 a 14 | 0     |
| 0     | 5 a 9   | 0     |
| 0     | 0 a 4   | 0     |

## Economia
El 2007 la població en edat de treballar era de 55 persones, 35 eren actives i 20 eren inactives. De les 35 persones actives 28 estaven ocupades (16 homes i 12 dones) i 7 estaven aturades (5 homes i 2 dones). De les 20 persones inactives 7 estaven jubilades, 5 estaven estudiant i 8 estaven classificades com a «altres inactius».
Activitats econòmiques
Dels 3 establiments que hi havia el 2007, 1 era d'una empresa d'hostatgeria i restauració, 1 d'una empresa de serveis i 1 d'una entitat de l'administració pública.
L'any 2000 a Coudehard hi havia 11 explotacions agrícoles que ocupaven un total de 518 hectàrees.

## Poblacions més properes
El següent diagrama mostra les poblacions més properes.